# Evropská dálková trasa E5

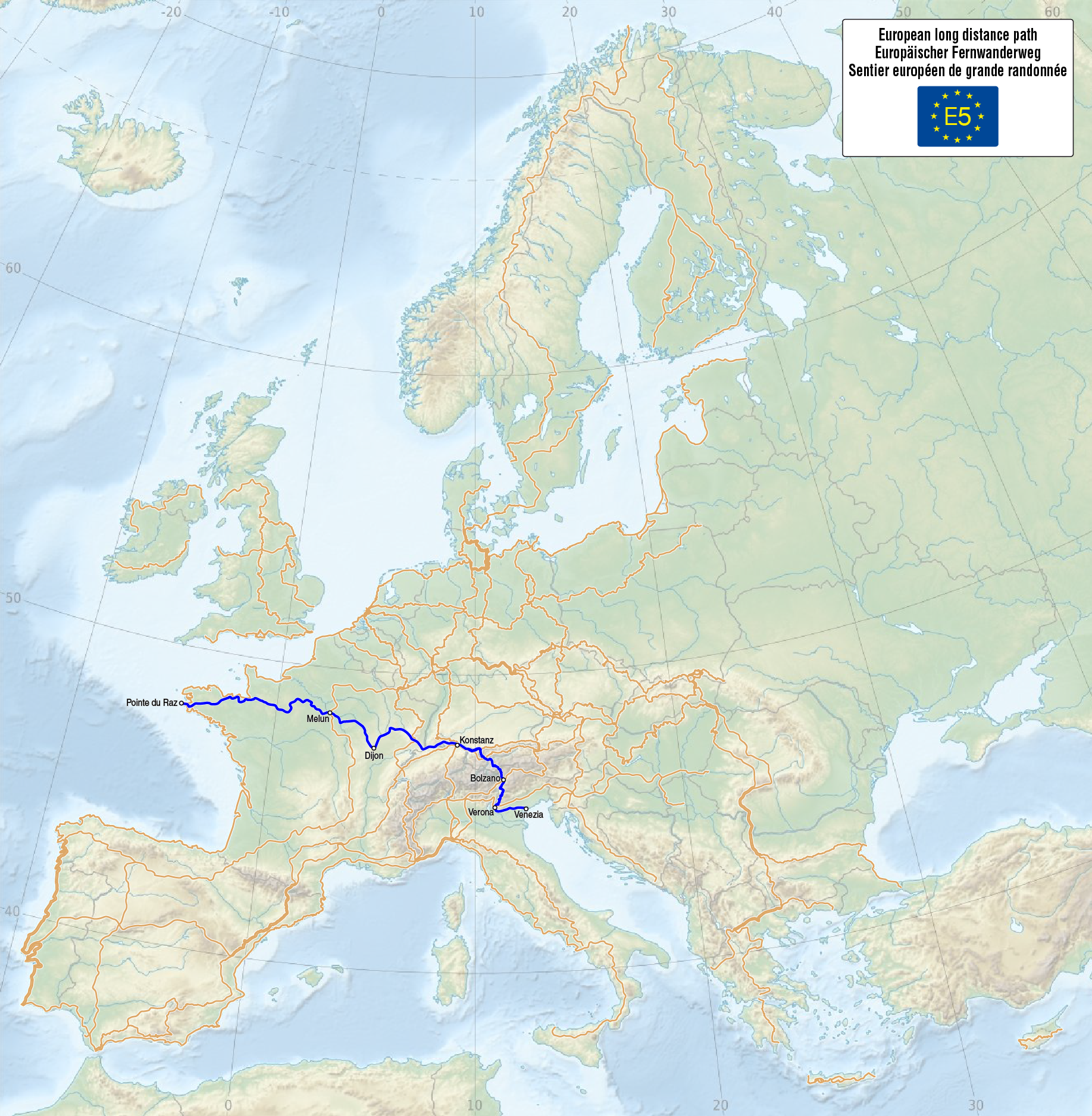
průběh Evropské dálkové stezky E5 na mapě

Evropská dálková trasa E5 je evropská dálková turistická trasa, která vede z atlantického pobřeží Francie v Bretani přes Alpy do italské Verony. Celkem je tato dálková turistická stezka dlouhá 3200 kilometrů.

## Historie
Evropská dálková turistická trasa E5 byla otevřena spolu s trasou E1 (Severní moře – Bodamské jezero – Gotthard – Středozemní moře) 2. července 1972 jako dálková turistická trasa Francie – Adria zakladatelem Evropské asociace turistů Georgem Fahrbachem. V té době bylo plánováno celkem šest evropských dálkových turistických tras.

## Trasa

### Francie
Pointe du Raz ← 276 km → Lannion ← 285 km → St-Brieuc ← 273 km → Avranches ← 336 km → Verneuil-sur-Avre ← 323 km → Fontainebleau ← 276 km → Châtillon-sur-Seine ← 192 km → Langres ← 249 km → Montreux-Château (u Belfortu/Mulhouse) – celkem asi 2210 km.
E5 začíná v Pointe du Raz, nejzápadnějším bodě francouzské pevniny, a zpočátku vede společně s E9 (z Portugalska do Estonska). Vede podél pobřeží Atlantiku do Le Faou a dále přes pohoří Monts d'Arrée v přírodním parku Armorique. V Plestin-les-Grèves se dostává na pobřeží Lamanšského průlivu. Trasa pokračuje přes Versailles a na jihu míjí Paříž. Ve Fontainebleau se kříží s trasou E3 (od Černého moře na Pyrenejský poloostrov). Podél Seiny vede trasa do Dijonu a několikrát kříží trasu E4 (z mysu Svatého Vincenta v Portugalsku na Kypr). Stezka pokračuje do pohoří Vogézy a kříží trasu E2 (z irského Galway do Nice). Nakonec, po zhruba 2100 kilometrech přes Francii, stezka dorazí do Švýcarska.

### Švýcarsko
Montreux-Château (u Belfortu/Mulhouse) ← 102 km → Rheinfelden ← 158 km → Kreuzlingen (Konstanz) ← 28 km → Arbon ← 18 km → Rheineck – celkem asi 306 km.
Severně od Delémontu vede stezka podhůřím švýcarské Jury směrem k Basileji. Odtud stezka pokračuje převážně rovinatým úsekem podél Rýna k Rýnským vodopádům u Neuhausenu, kde se opět setkává s trasami E4 a E1. Stezka vede kolem jižních břehů jezer Untersee a Obersee do Rheinecku a na hranice s Rakouskem.

### Rakousko / Německo
Rheineck ← 25 km → Bregenz ← 17 km → Staufner Haus ← 15 km → Sonthofen ← 26 km → Kemptner Hütte ← 23 km → Memminger Hütte ← 13 km → Zams ← 30 km → Braunschweiger Hütte ← 14 km → Zwieselstein – celkem asi 163 km.
V Bregenzu se trasy E5 a E4 rozdělují, E5 se přesouvá společně s Maximiliansweg (odpovídá předalpské variantě E4) do Hittisau a dále do Německa. Zde začíná alpská část, která vede po jedné z nejstarších dálkových turistických tras v Evropě. Stezka vede přes Oberstdorf až k chatě Kemptner. Na hoře Unteres Mädelejoch se opět překračuje hranice s Rakouskem. Přibližně 50 kilometrů trasy E5 vede přes Německo.
Zpět v Rakousku trasa překračuje Allgäuské Alpy. Stezka vede přes Lechtalské Alpy k chatě Memminger, kde se na krátkém úseku dělí o trasu E4 až do Zams. Stezka pokračuje přes Venet celým údolím Pitztalu nebo v novější variantě přes 3030 m vysoký Madatschjoch v hřebeni Kaunergratu přímo do čela údolí Pitztalu na Mittelberg. Na Geigenkammu mezi údolími Pitztal a Ötztal, kousek za chatou Braunschweiger Hütte, se opět dostanete do výšky téměř 3000 m n. m. Hranice do Itálie se překračuje přes Timmelsjoch, což znamená, že trasa vede asi 175 kilometrů přes Rakousko. Další varianta vede do Itálie přes chatu Similaunhütte ve výšce 3019 metrů.

### Itálie
Zwieselstein / Timmelsjoch ← 17 km → Moos ← 14 km → Pfandler Alm (Sarntalské Alpy) ← 14 km → Meraner Hütte ← 19 km → Bolzano ← 22 km → Aldein, Bletterbachschlucht, Schmiederalm, Oberradein (Redagno) ← 15 km → Gfrill (Cauria) ← 20 km → Segonzano ← 17 km → Palai im Fersental (Palú del Fersina) ← 21 km → Levico Terme ← 12 km → Lusern (Luserna) ← 8 km → Coepass (Passo Coe) ← 13 km → Rifugio Lancia ← 23 km → Rifugio Campogrosso ← 15 km → Giazza ← 22 km → Erbezzo ← 31 km → Avesa (okres Verona) – celkem asi 284 km.
Na úpatí Hochwartu a Heiligkreuz-Spitze vede trasa vysoko nad údolím Passeiertal přes chatu Hirzerhütte, přes chatu Meranerhütte a dále do Bolzana v Jižním Tyrolsku. (Zde také končí úsek trasy E10). V jihotyrolském Unterlandu leží podél trasy hory Weißhorn a Schwarzhorn. Nyní v Trentinu vede kolem Heiligen See v obci Cembra Lisignago (viz také Dürerweg) a přes Palai a poblíž Rifugio Sette Selle do Levico Terme. Odtud vede stezka na náhorní plošinu nad Lavarone. Přes Passo Coe, Monte Maggio, Passo della Borcola se stezka dostane do pohoří Pasubio a opět překoná 2000 výškových metrů. Stezka pokračuje k Rifugio Lancia, přes Dente Austriaco a Dente Italiano k Rifugio Achille Papa. Po Cestě hrdinů (it. Strada degli Eroi) stezka klesá do Passo Pian delle Fugazze a dále do Passo Campogrosso. Odtud následuje poslední 2000 m vysoká horská skupina Carega, kde se nachází Rifugio Fraccaroli (2239 m). Údolím Revolte klesá trasa E5 do Giazzy a vzápětí stoupá zpět na náhorní plošinu Lessinských Alp. Nyní ji poslední kilometry vedou do Erbezza, k přírodnímu mostu Ponte di Veja, do soutěsky Burago a nakonec do Verony. Pro mnoho turistů končí E5 u veronské Arény, protože mezi Veronou a Benátkami nejsou žádné pěkné turistické trasy.

## Galerie

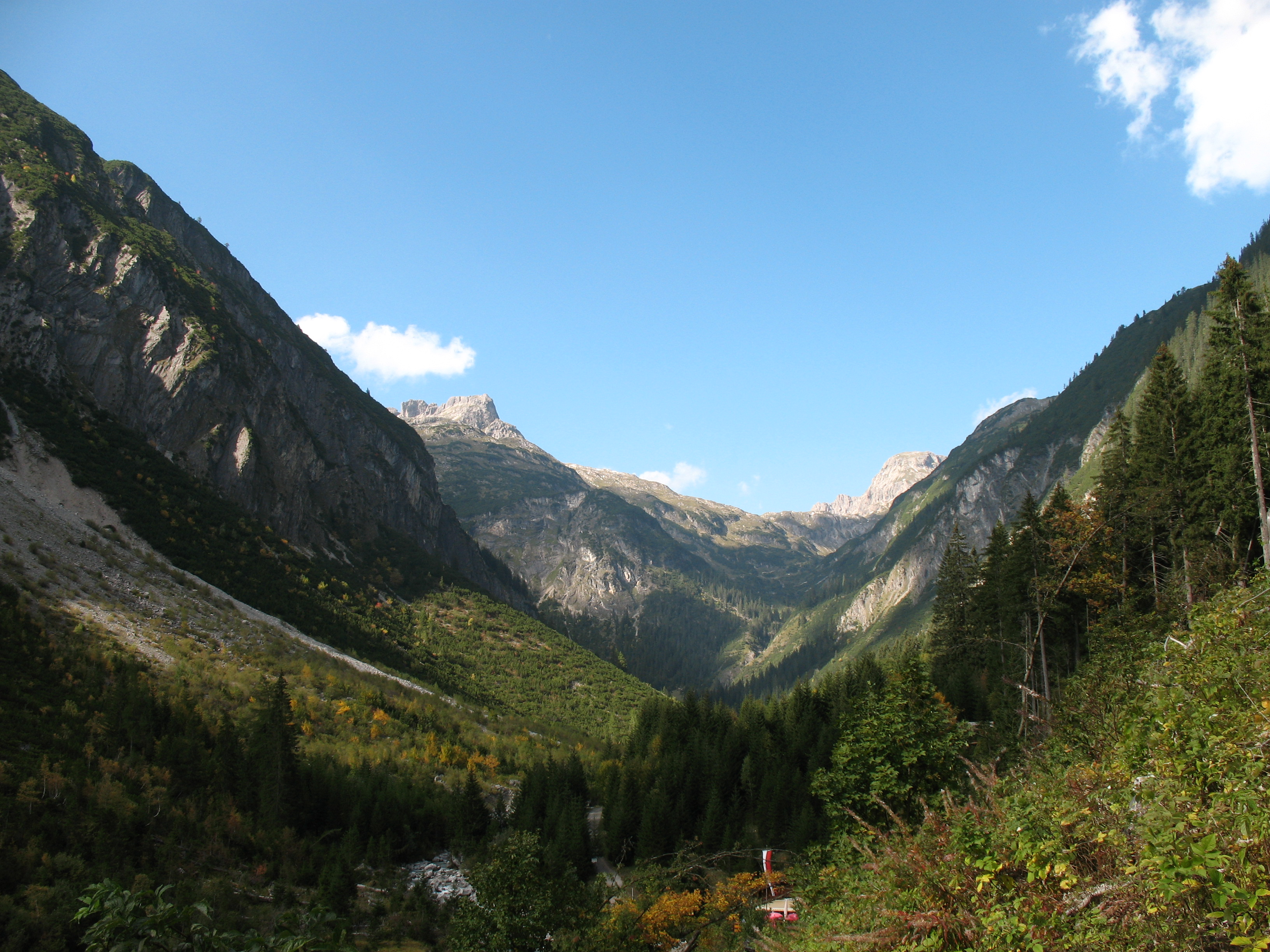
Údolí Höhenbach mezi chatami Kemptnerhütte a Memmingerhütte
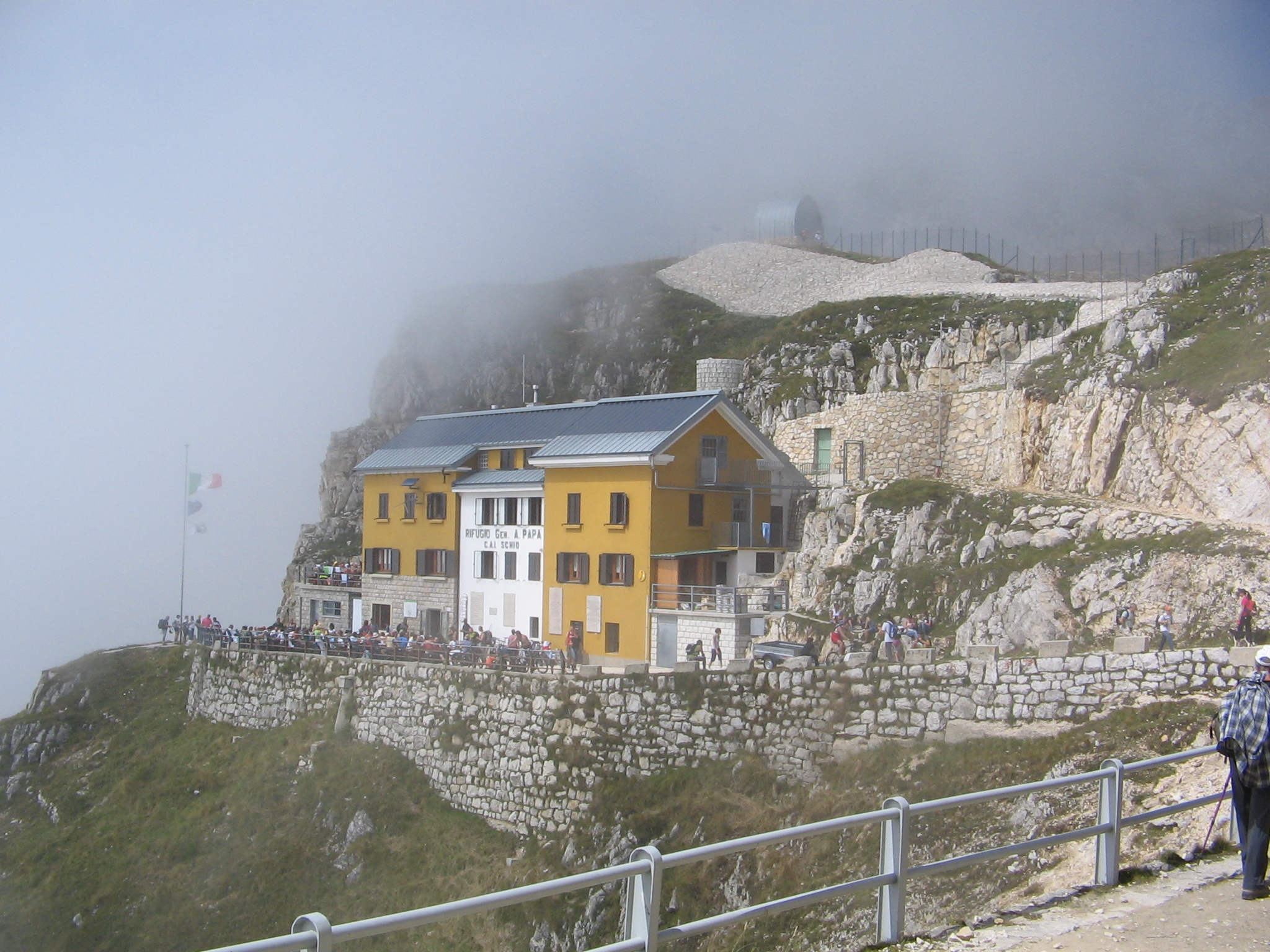
Rifugio Generale A. Papa
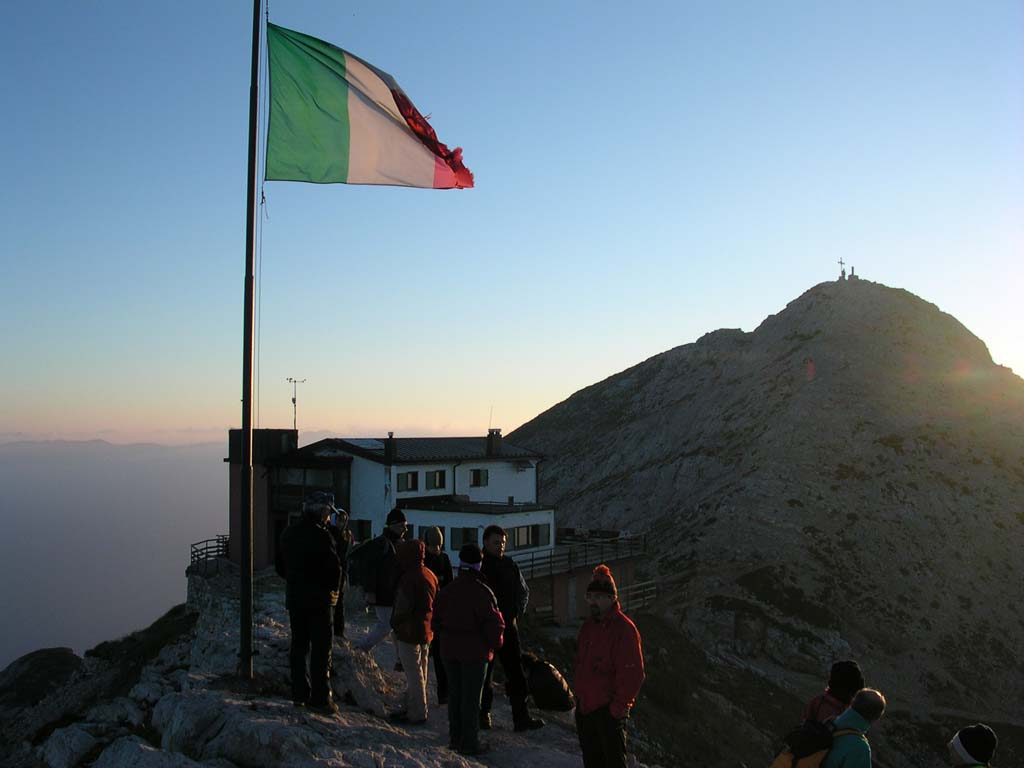
Rifugio Fraccaroli a Cima Carega